# Quasqueton (Iowa)
Quasqueton es una ciudad ubicada en el condado de Buchanan en el estado estadounidense de Iowa. En el Censo de 2010 tenía una población de 554 habitantes y una densidad poblacional de 183,45 personas por km².

## Geografía
Quasqueton se encuentra ubicada en las coordenadas 42°23′38″N 91°45′28″O / 42.39389, -91.75778. Según la Oficina del Censo de los Estados Unidos, Quasqueton tiene una superficie total de 3.02 km², de la cual 2.93 km² corresponden a tierra firme y (2.83%) 0.09 km² es agua.

## Demografía
Según el censo de 2010, había 554 personas residiendo en Quasqueton. La densidad de población era de 183,45 hab./km². De los 554 habitantes, Quasqueton estaba compuesto por el 97.11% blancos, el 0.9% eran afroamericanos, el 0% eran amerindios, el 0.18% eran asiáticos, el 0% eran isleños del Pacífico, el 0.18% eran de otras razas y el 1.62% pertenecían a dos o más razas. Del total de la población el 0.72% eran hispanos o latinos de cualquier raza.